# NGC 1401
NGC 1401 este o galaxie lenticulară situată în constelația Eridanul. A fost descoperită în 9 decembrie 1784 de către William Herschel. Se află la o distanță de 13,49 megaparseci de Pământ.